# 山丹交易

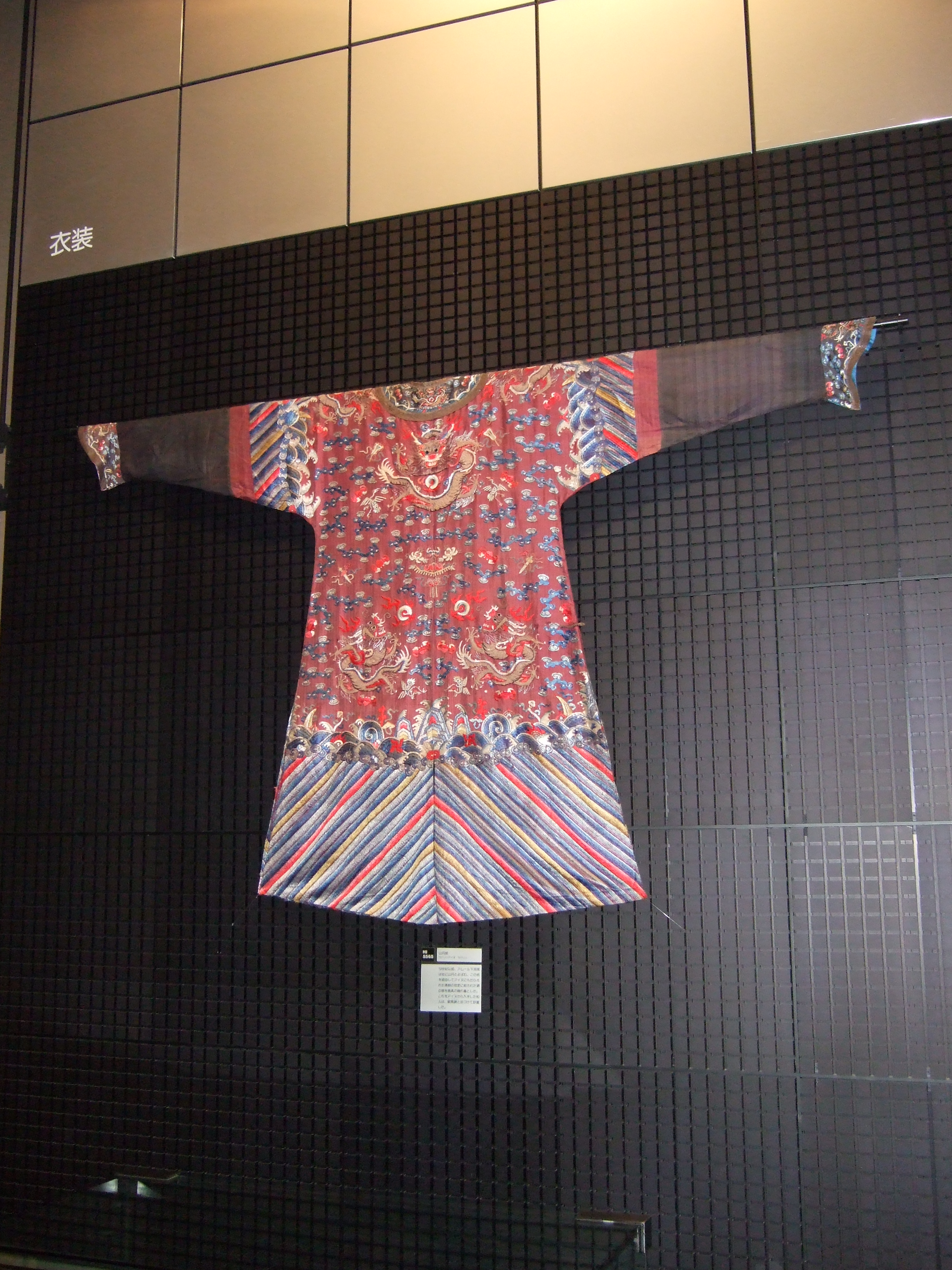
大阪民族学博物馆所藏“山丹服”，是从山丹交易贩卖至日本的清朝官服

山丹交易（日语：／ Santan kōeki）是日本江戶時代黑龍江下游民族與日本之間的交易。山丹人又稱山旦、山靼，是日本人對居住在黑龍江下游的烏爾奇人、尼夫赫人等民族的稱呼。日本人一般不直接與山丹人貿易，而是通過居住在庫頁島（樺太島）和宗谷的阿伊努人間接同他們展開貿易的。
山丹人臣服於清朝，向清朝進貢貂皮，清朝下賜官服、布匹、鵰羽、青玉等物給山丹人的酋長。另一方面，阿伊努人用自己獵得的毛皮換取日本人的鐵製品、米、酒等物，又轉手與山丹人獲賜的這些物品進行交換，然後賣給日本人。間宮林藏的《東韃地方紀行》對此有描述。
在日本鎖國時期，日本開闢松前口、長崎口、對馬口、薩摩口四個正規貿易口岸。其中松前口進行對山丹人的山丹貿易，長崎口進行對荷蘭和清朝的長崎貿易，對馬口進行對朝鮮的日朝貿易，薩摩口進行對琉球國的琉球貿易。日本豪商錢屋五兵衛曾在山丹貿易中獲利。
蝦夷錦是山丹交易中輸入日本的一個重要物品，它也是松前藩進貢給江戶幕府的重要貢品之一。